# Enese
Enese là một thị trấn thuộc hạt Győr-Moson-Sopron, Hungary. Thị trấn này có diện tích 19,9 km², dân số năm 2010 là 1804 người, mật độ 91 người/km².